# Fattore di crop

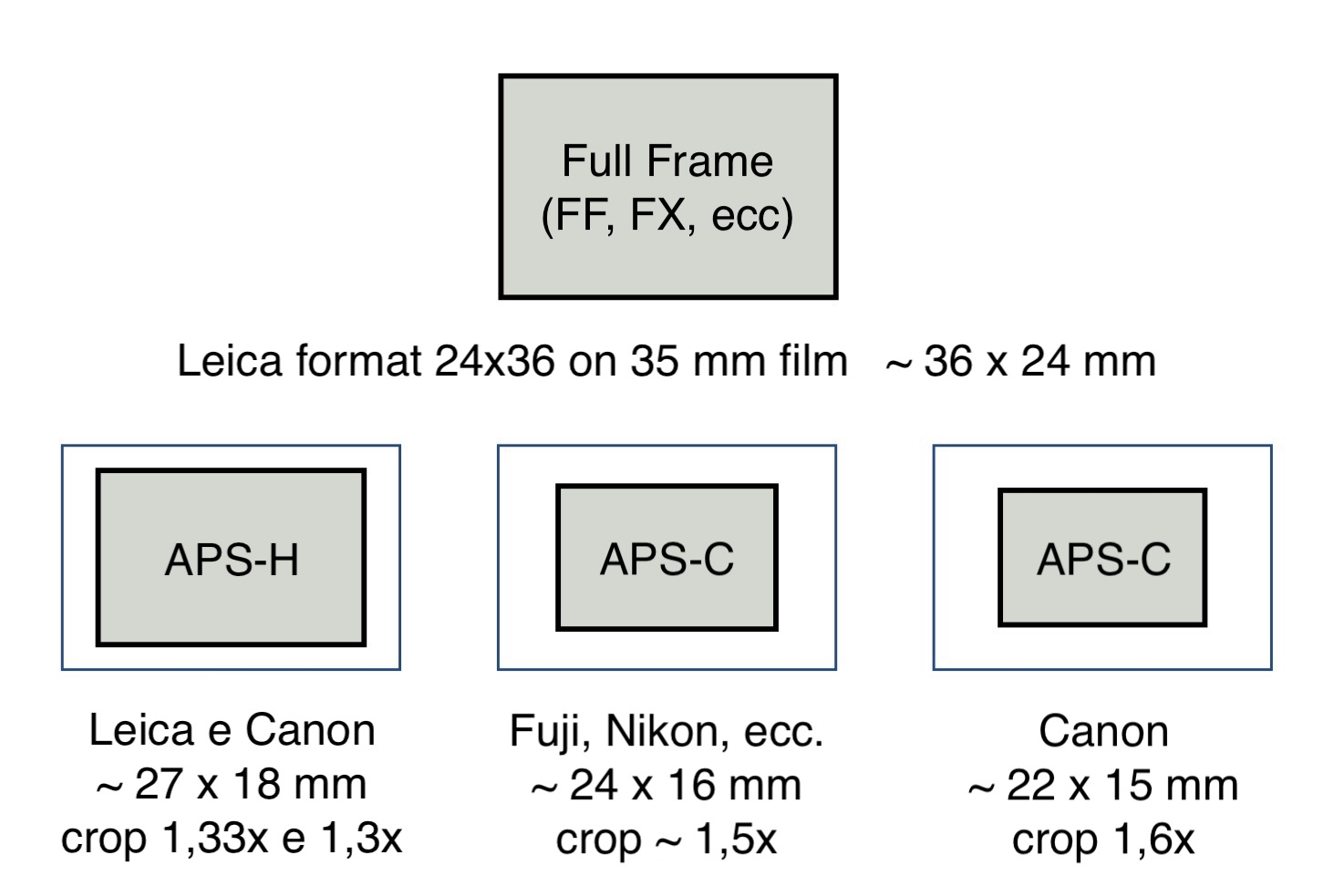
Fattore di crop FF/APS

Il fattore di crop (o di ritaglio, dal ing. crop factor ) è il moltiplicatore per calcolare la focale equivalente delle fotocamere digitali con sensori ritagliati (cropped ) rispetto al full frame, ovvero al formato Leica 24x36. 
Il concetto è emerso negli anni 1990, durante la conversione alla fotografia digitale, interessando le nuove fotocamere alle quali era possibile continuare ad innestare i vecchi obiettivi intercambiabili, dell'epoca della pellicola in rullini 135: la Leica M8 a telemetro e le varie reflex digitali di Canon, Nikon, Pentax, ecc, con sensori APS e valori di crop tipici 1,6x, 1,5x, 1,33x e 1,3x.

## Tecnica
Serviva al fotografo convertito, per valutare l'equivalenza della ripresa sul fotogramma: siccome il sensore più piccolo causa una ripresa che risulta ritagliata, rispetto a quella di un sensore intero (pellicola o digitale), rapportando le dimensioni diagonali del fotogramma intero, a quello del fotogramma ritagliato, si trova il fattore di moltiplicazione (crop factor ) della lunghezza focale equivalente, che descrive lo stesso angolo di campo ripreso; ad esempio, un obiettivo di focale 100 mm montato su una fotocamera con crop 1,5x, riprende lo stesso campo che riprende un obiettivo di focale 150 mm montato su una fotocamera con fotogramma intero (pellicola o digitale).   

## Considerazioni

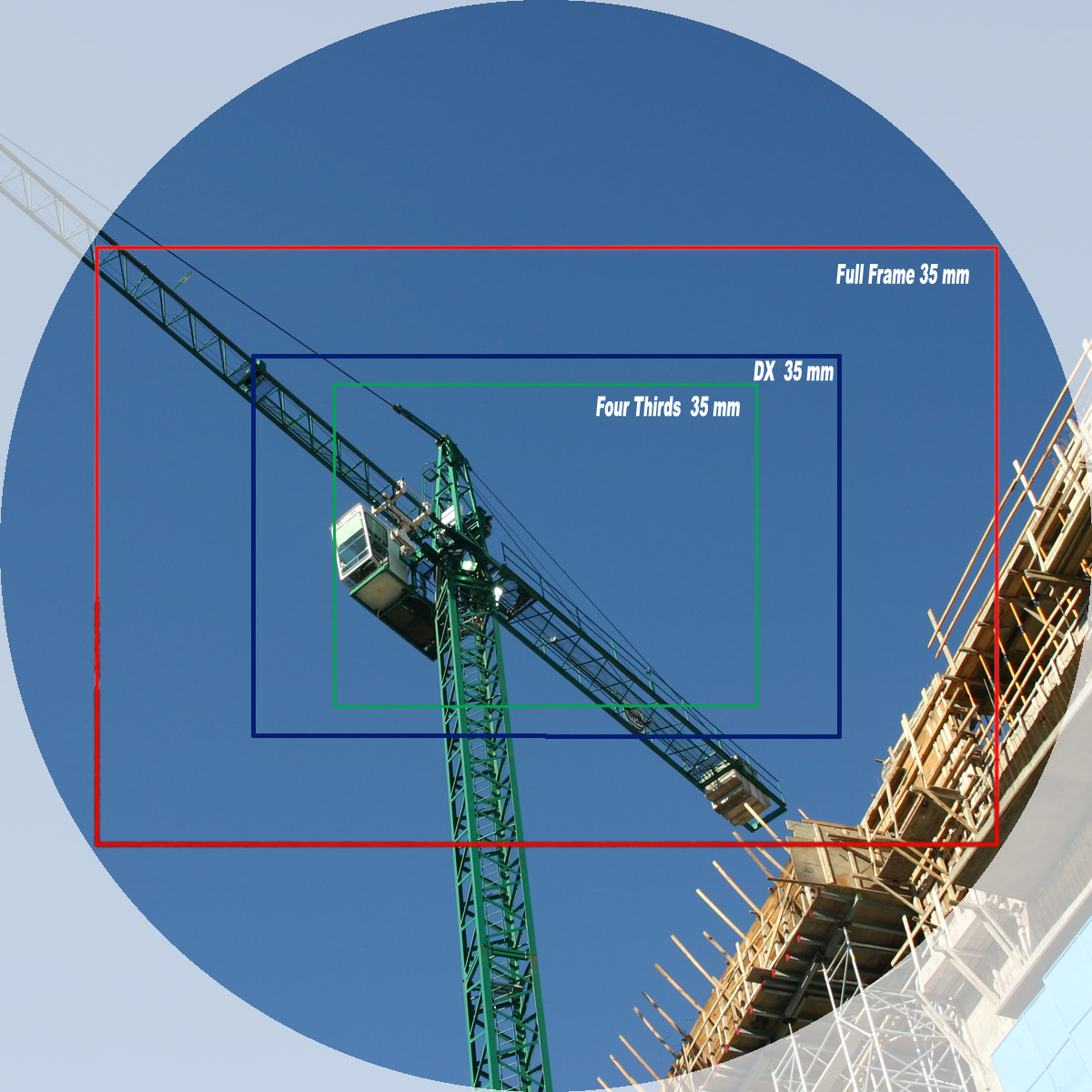
Full frame, APS e 4/3

Sicuramente, il fattore di crop è in pratica traslato su qualsiasi fotocamera digitale, come dato del sensore, nelle specifiche tecniche, ma in generale viene riportato sempre anche sugli obiettivi di bridge e compatte (solitamente zoom), come valore della lunghezza focale equivalente, proprio per aiutare gli utenti con un raffronto. 
Col tempo, i vari utenti dei formati più piccoli, si sono adattati a considerare l'angolo di campo ripreso dagli obiettivi, in base alla lunghezza focale e la diagonale del proprio sensore, esternando il loro malessere verso queste terminologie (fattore di crop, formato pieno, focale equivalente, ecc.) e ricercando una indipendenza e un distacco quasi dignitario dal formato Leica 24x36. 
Tuttavia, il fattore di crop può sempre servire ancora per tutte le fotocamere digitali ad ottiche intercambiabili (mirrorless e reflex), con i sensori più piccoli e più grandi del 24x36 e diagonale di ~ 43 mm (43,266 mm, per precisione), oppure può risultare ancora utile a molti fotografi cresciuti con la pellicola, o a chi interessa avere un raffronto simbolico con un formato fotografico digitale considerato anche oggi abbastanza elitario. 
Il fattore di crop viene spesso indicato impropriamente come "moltiplicatore di focale"; ma l'affermazione è impropria perché, oltre all'angolo di campo, la lunghezza focale di un obiettivo ha numerose altre implicazioni, che non sono interessate dal fattore di crop, o non in maniera proporzionale: per esempio, la profondità di campo non è influenzata dalla dimensione del sensore.  
In altre parole non è letteralmente vero che l'immagine prodotta da un obiettivo di lunghezza focale {\displaystyle f}, applicato a un sensore con fattore di crop {\displaystyle c}, produce un'immagine uguale a quella prodotta da un obiettivo di lunghezza focale {\displaystyle f} × {\displaystyle c} usato su una full frame: l'unica cosa uguale è infatti l'angolo di campo.
L'espressione lunghezza focale equivalente esprime un concetto correlato (indicando il valore {\displaystyle f} × {\displaystyle c}), e va quindi considerata con le stesse cautele.